# Heteropterys gentlei
Heteropterys gentlei är en tvåhjärtbladig växtart som beskrevs av C.L. Lundell. Heteropterys gentlei ingår i släktet Heteropterys och familjen Malpighiaceae. Inga underarter finns listade i Catalogue of Life.